# LeoVegas
LeoVegas AB — шведская компания, занимающаяся мобильными играми, а также поставщик услуг онлайн-казино и ставок на спорт, таких как видеослоты, видеопокер и ставки в реальном времени на различных международных рынках. LeoVegas Gaming Ltd. является дочерней компанией LeoVegas AB, материнской компании, акции которой котируются на Стокгольмской фондовой бирже .
На нынешний момент группа насчитывает более 900 сотрудников и является одной из ведущих компаний в области мобильных игр в Европе, занимая первое место среди мобильных казино. LeoVegas.com был запущен в 2012 году и с тех пор получил признание за уверенный рост и инновации которые были отмеченные наградами.

## История
Leovegas была основана в 2011 году Густавом Хагманом (генеральным директором группы) и Робином Рамм-Эриксоном (председателем совета директоров и управляющим директором LeoVentures) с целью стать мобильным казино номер один.
LeoVegas пережила быстрый рост из-за большого роста использования смартфонов а также менталитета ее основателей «сначала мобильные» (Mobile first). Хэгман заявил, что компания «родилась из смартфона, который сегодня является самым быстрорастущим развлекательным каналом». В результате у поставщика работает более 700 сотрудников.
Первичное размещение акций компании на Стокгольмской фондовой бирже состоялось 17 марта 2016 года. Финансовыми консультантами по сделке выступили Carnegie Investment Bank и SEB. На момент первоначального листинга акций компании она была переподписана.
Перед первичным публичным размещением акций (IPO) LeoVegas рассказала об увеличении годовой выручки на 124 % до 83 млн евро в 2015 году по сравнению с 37 млн евро в 2014 году. Клиенты, которые внесли депозиты в оба года и в 2013 году, были следующими: 54 283 (2013 г.), 100 745 (2014 г.), 202 498 (2015 г.). В 2018 году общая прибыль группы составила 327,8 млн евро, что на 51 % больше по сравнению с 2017 годом.
За месяц до футбольного турнира Евро-2016, 13 мая 2016 года, компания LeoVegas запустила свой продукт для ставок на спорт LeoVegas Sport.
Стратегия расширения группы сформировалась через несколько лет благодаря выходу на многочисленные регулируемые рынки. 7 июля 2016 года LeoVegas получила игорную лицензию в Дании. 1 марта 2017 года LeoVegas также вышла на итальянский рынок азартных онлайн-игр, приобретя 100 % акций итальянского оператора Winga srl за заявленную плату в размере 6 миллионов евро. Онлайн-платформа и веб-сайт Италии полностью заработали 17 ноября 2017 года.
Стратегия расширения группы продолжилась 27 октября 2017 г., когда LeoVegas купила английского оператора Royal Panda за заявленную комиссию в объёме 60 млн евро в рамках намерения фирмы по расширению своей работы на регулируемые рынки и укреплению своего присутствия на рынок Великобритании. 8 декабря 2017 года LeoVentures купила 51 % контрольного пакета акций GameGrounds United, обладателя потоковой сети Casino Grounds.
7 февраля 2018 года LeoVegas получила лицензию и возможность работать на немецком рынке.
В том же 2018 году компания продолжала расширять свою деятельность. В марте был приобретён быстрорастущий оператор казино в Соединенном Королевстве Rocket X,. LeoVegas Group приобрела 51 % акций Pixel Holding Group Ltd, организации, которая управляет оператором ставок на киберспорт Pixel.bet.
LeoVegas стала одной из первых игровых онлайн-платформ, получивших государственную лицензию когда в начале 2019 года азартная индустрия стала в швеция регулируемым рынком. С 1 января 2019 года ему было разрешено полностью работать на рынке стран Северной Европы.
В 2019 году компания укрепила свои позиции на европейских регулируемых рынках, выйдя на новый испанский рынок, получив обычную лицензию в июле. Таким образом получилось расширить своё присутствие на латиноамериканских рынках, таких как Бразилия, Перу и Чили.
В марте 2022 году LeoVegas объявила о приостановке приема ставок на российский и белорусский спорт.

## Операции
Штаб-квартира компании находится в Стокгольме, а бренд LeoVegas принадлежит мальтийской компании LeoVegas Gaming Ltd. Техническая разработка осуществляется дочерней компанией группы Gears of Leo, расположенной в Швеции. Компания имеет офисы в Италии, Великобритании и Польше.
Онлайн-казино и продукты для ставок на спорт лицензируются и регулируются Управлением по лотереям и азартным играм Мальты (MGA). В Соединенном Королевстве компания работает в соответствии с требованиями Комиссии по азартным играм Великобритании, а в Швеции обслуживает Spelinspektionen. Кроме того, у него фактически есть обычные лицензии на работу в рамках DGA (Danish Gaming Authority), с 2017 года в соответствии с ADM для работы в Италии и в 2019 году от испанского Генерального директората по регулированию азартных игр (DGOJ).
Основными рынками LeoVegas являются Великобритания и страны Северной Европы (Швеция, Норвегия, Дания и Финляндия). Компания также имеет представительства в других европейских странах, Испании, Италии и Германии . Кроме того, LeoVegas широко представлена в странах Латинской Америки, Чили и Перу, а также в остальном мире (Канада, Новая Зеландия).
LeoVegas предлагает ряд игр для казино от поставщиков игр, включая NetEnt, Yggdrasil, Evolution Gaming, IGT, Play N' Go, Playtech, Microgaming, Authentic Gaming, Bally и WMS. Некоторые из предлагаемых игр казино — рулетка, блэкджек и баккара.
Он также предлагает платформу для ставок на спорт, которая использует платформу Kambi для внешнего пользовательского интерфейса, компиляции коэффициентов и клиентской аналитики .
LeoVegas использует технологию шифрования SSL для обеспечения защиты всех личных и финансовых данных.

## Обязательства и ответственная игра
В рамках своей приверженности ответственной игре с ноября 2017 года LeoVegas решила запустить независимый веб-сайт под названием LeoSafePlay с целью предоставить клиентам бесплатную платформу, содержащую множество советов и рекомендаций по ответственной игре и тому, как играть на безопасном пути. Он содержит информацию об игровых лимитах, которые клиент может установить для своей учётной записи, и анонимную форму для обзора своих игровых привычек.

## Спонсорство
19 июня 2017 года LeoVegas подписала двухлетнее соглашение с клубом Чемпионшип «Брентфорд», став его титульным спонсором а через неделю, 26 июня, они подписали трёхлетнее соглашение с футбольным клубом «Норвич Сити».
В январе 2017 года LeoVegas также подписала спонсорское соглашение с регбийным клубом Premiership Leicester Tigers. В 2018 году партнерство было продлено до 2020 года.
LeoVegas также является спонсором Malta Pride в течение 3 лет.

## Подборка призов и наград, выигранных LeoVegas
- 2013 — «Лучшая инновация года в казино», EGR Nordic Awards[32]
- 2014 — «Лучший мобильный продукт года», EGR Nordic Awards[33]
- 2016 — «Мобильный оператор года», «Оператор казино года» и «Скандинавский оператор года» EGR Nordic Awards[34]
- 2016 — «Оператор года онлайн-казино», International Gaming Awards[35]
- 2016 — «Оператор казино года», Gaming Intelligence Awards
- 2016 — «Лучшая кампания года в области мобильного маркетинга» и «Лучшая кампания года в области CRM»
- 2017 — «Лучший оператор казино», EGR Nordic Awards
- 2017 — «Лучшее приложение», награда EGR Operator Innovation Awards
- 2018 — «Оператор казино года», EGR Nordic Awards[36]
- 2018 — «Оператор казино года», SBC Awards
- 2018 — «Лучший оператор спортивных ставок». Награды Nordic EGR[36]
- 2018 — «Лучшее онлайн-казино», Global Gaming Awards[37]
- 2019 — «Оператор казино года», EGR Nordic Awards[38]
- 2019 — «Лучший мобильный оператор года», International Gaming Awards[37]
- 2019 — «Онлайн-казино года», Global Gaming Awards[39]
- 2019 — «Оператор казино года», SBC Awards[40]
- 2019 — «Лучшая инновация года в казино», SBC Awards[40]
- 2020 — «Оператор года онлайн-игр», International Gaming Awards[41]
- 2021 — «Оператор года онлайн-игр», International Gaming Awards[42]
- 2022 — «Оператор года онлайн-игр», International Gaming Awards[43]